# De Dion-Bouton 9 CV

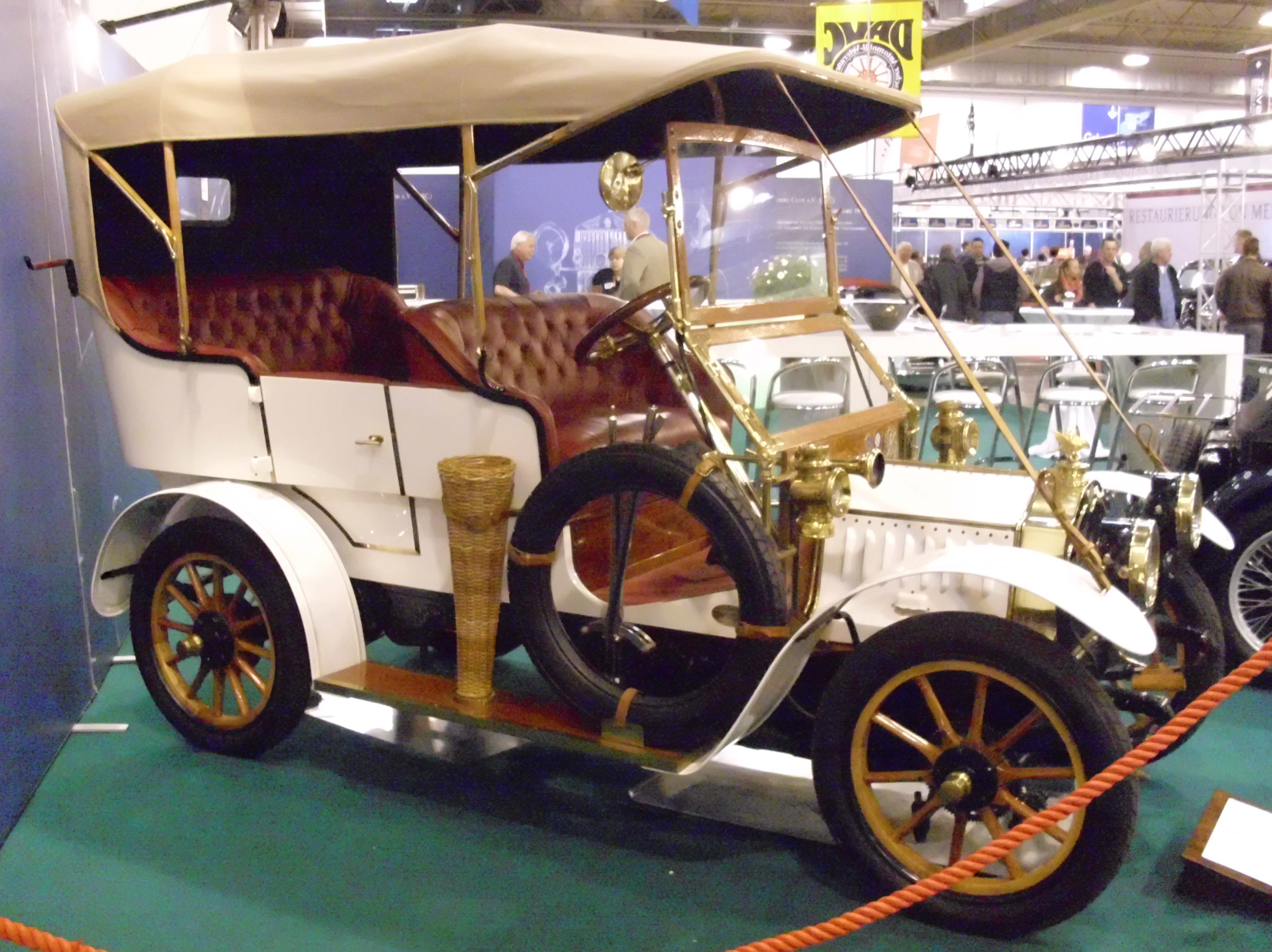
De Dion-Bouton Type BO

Der De Dion-Bouton 9 CV war eine Pkw-Modellreihe des französischen Automobilherstellers De Dion-Bouton aus der Zeit vor dem Zweiten Weltkrieg. Dabei stand das CV für die Steuer-PS. Zu dieser Modellreihe gehörten:
- De Dion-Bouton Type AM (1905–1906)
- De Dion-Bouton Type BO (1908–1909)
- De Dion-Bouton Type CE (1909–1910)
- De Dion-Bouton Type IC (1919–1920)